# Aristolochia guentheri
Aristolochia guentheri är en piprankeväxtart som beskrevs av Oswald Schmidt. Aristolochia guentheri ingår i släktet piprankor, och familjen piprankeväxter. Inga underarter finns listade i Catalogue of Life.